# Phyllobathelium epiphyllum
Phyllobathelium epiphyllum är en svampart som först beskrevs av Johannes Müller Argoviensis, och fick sitt nu gällande namn av Johannes Müller Argoviensis 1890. Phyllobathelium epiphyllum ingår i släktet Phyllobathelium och familjen Phyllobatheliaceae.   Inga underarter finns listade i Catalogue of Life.